# کباب بناب
کباب بناب (به ترکی آذربایجانی: بیناب کبابی) نوعی کباب است که از گوشت گوسفندی، که همراه با پیاز و نمک تهیه می‌شود. این کباب منسوب به شهرستان بناب واقع در استان آذربایجان شرقی می‌باشد.
وزن کباب بناب از ۱۰۰ گرم معمولی تا ۲۵۰ گرم مخصوص متغیر می‌باشد و معمولاً با نان سنگک داغ با سبزی ریحان و نوشابه خنک سرو می‌شود. همچنین این کباب به دلیل بزرگ بودن شهرت زیادی دارد.

## نگارخانه

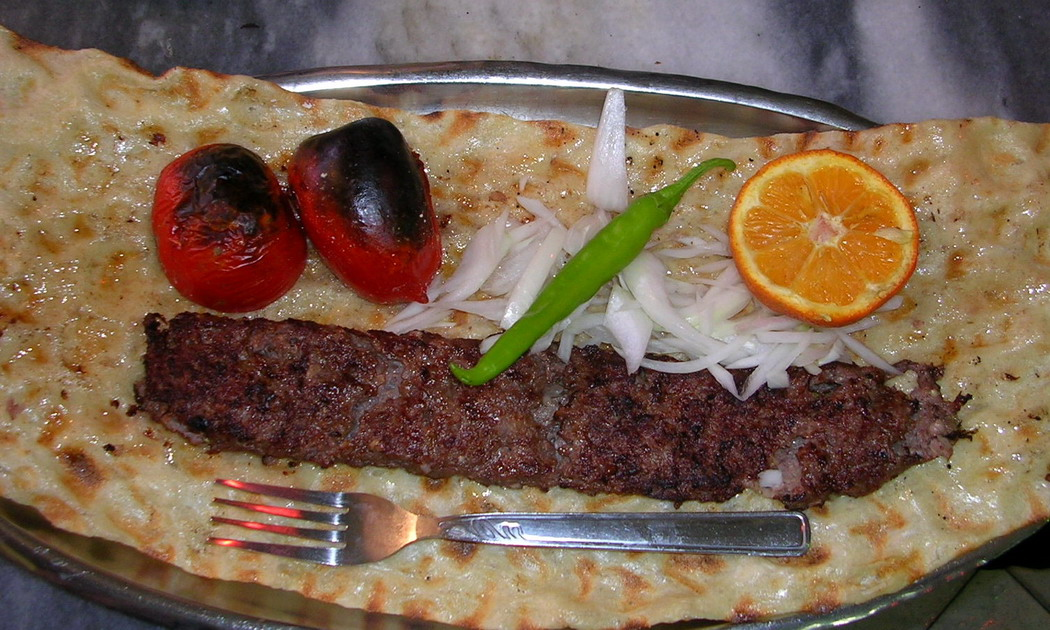
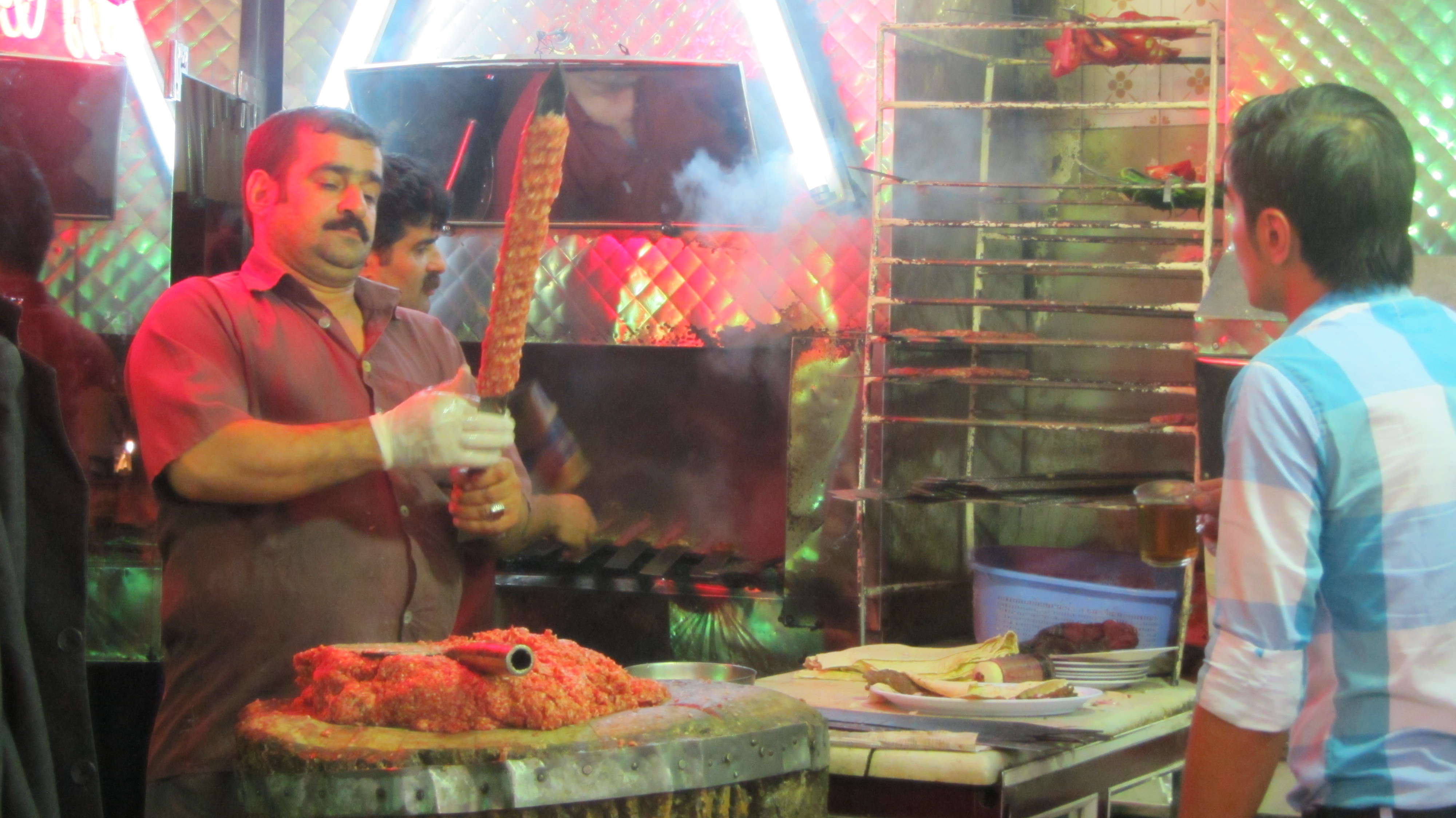
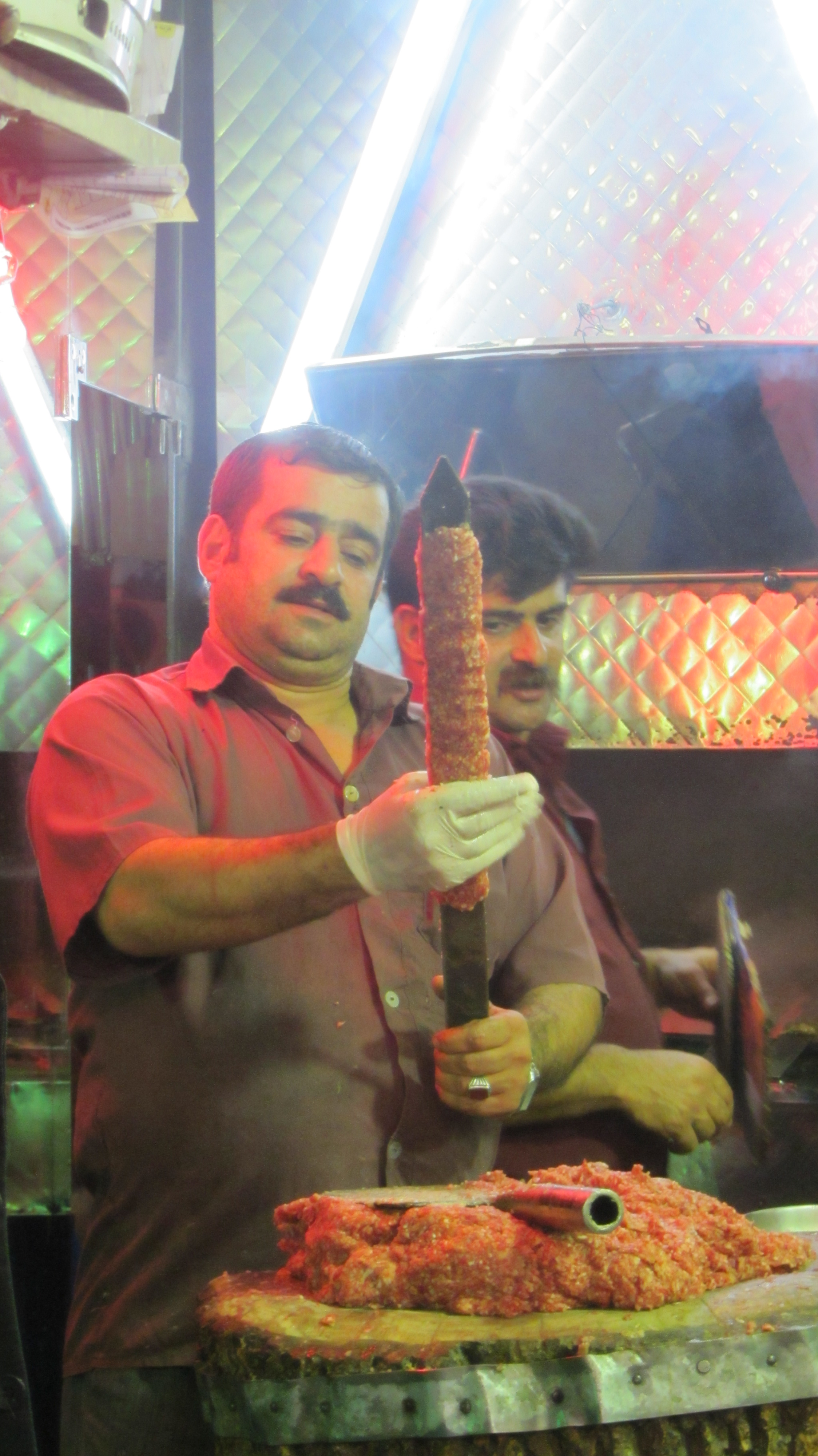
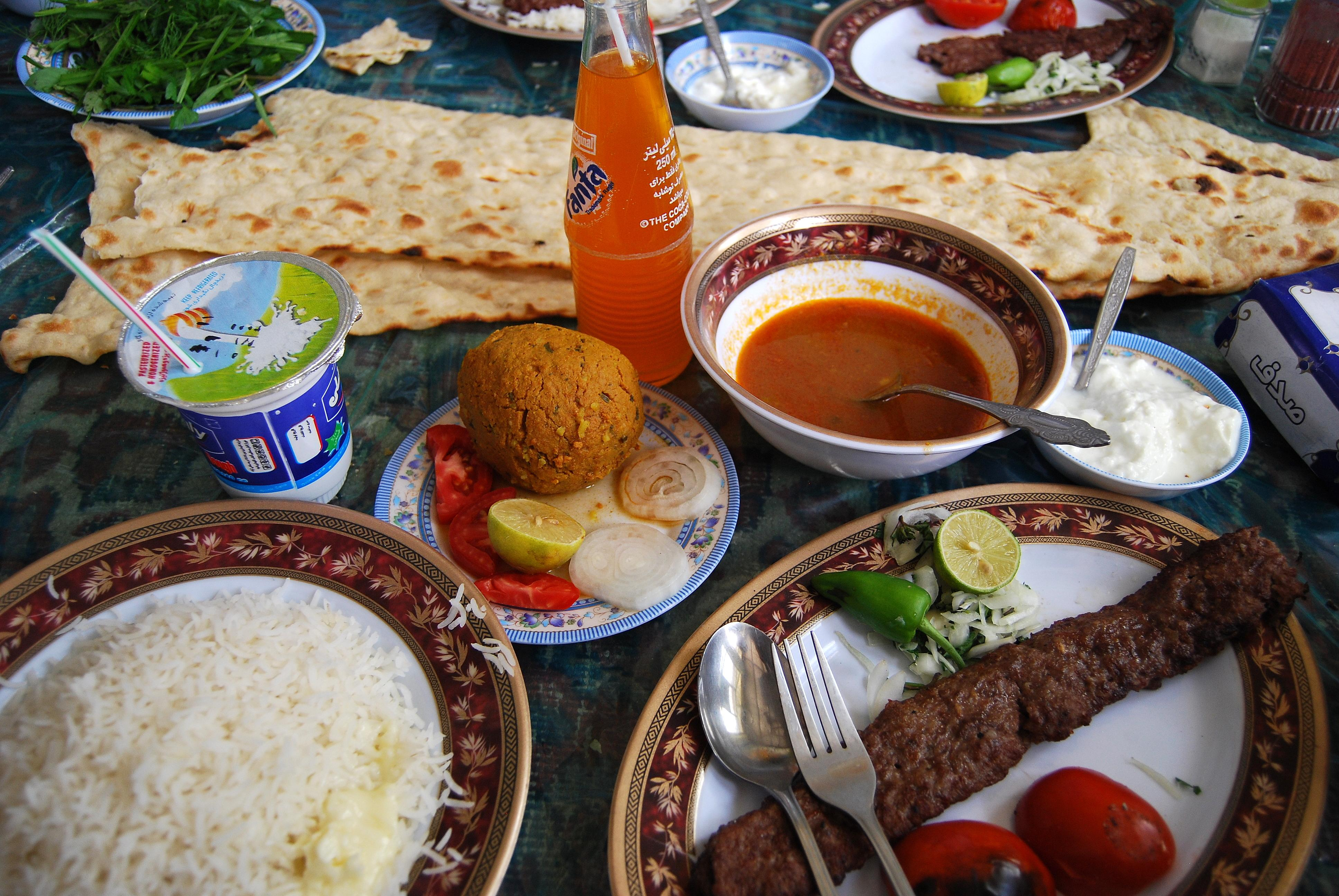

## مواد لازم
- فیلهٔ گوسفندی: ۴۰۰ گرم
- راستهٔ گوساله: ۴۰۰ گرم
- کره: ۵۰ گرم
- پیاز سفید: ۳ عدد متوسط
- نمک و فلفل سیاه: به مقدار کافی[۱]